# Le Talmud démasqué
Le Talmud démasqué — Les Enseignements rabbiniques secrets concernant les chrétiens (latin : Christianus in Talmude Iudaeorum — sive Rabbinicae doctrinae de christianis secreta, « Le chrétien dans le Talmud des Juifs — ou les doctrines rabbiniques secrètes au sujet des chrétiens ») est un faux. Il fut rédigé en latin à la fin du XIXe siècle par le prêtre catholique lituanien Justin Bonaventure Pranaitis dans un but antisémite.
Rédigeant son livre à la demande de l’archevêque Kozlowski sur la base de son mémoire de maîtrise, l’auteur, maître en théologie et professeur d’hébreu à l’Académie impériale ecclésiastique de l’Église catholique romaine de Saint-Pétersbourg, présente son livre comme une enquête sur les enseignements juifs sur le christianisme, entendant révéler ce que le Talmud comprend d’enseignements authentiquement antichrétiens et offrant une version hébraïque (sic) en regard du texte latin. 
Pranaitis y prétend notamment que les Juifs auraient l’obligation religieuse d'assassiner de manière rituelle les chrétiens. Divers éléments tendent à prouver que l’auteur, dont l’incompétence sera établie sans équivoque lors de l’affaire Beilis, méconnaît la littérature rabbinique qu’il entend décrire, à la différence d’autres polémistes chrétiens auxquels il emprunte largement.  
Néanmoins, publié en 1892 avec l’imprimatur de l’archevêque Kozlowski, le livre a connu maintes réimpressions et traductions au long du XXe siècle,, demeurant populaire à ce jour dans les milieux hostiles aux Juifs.

## Présentation du livre
Entreprenant d’expliquer brièvement ce qu’est le Talmud (du verbe Lamud, למוד – « il a enseigné »), Justin Bonaventure Pranaitis énonce que les juifs tiennent Moïse pour le premier auteur et qu’il aurait transmis la loi orale « jusqu’à ce qu’il devînt impossible de la retenir dans son entièreté ». Celle-ci aurait été, au temps de Jésus, enseignée dans plusieurs écoles, chacune notant ses commentaires en guise d’aide-mémoire jusqu’à former les prémices du Talmud.
Le Talmud démasqué contient de fausses citations du Talmud destinées à faire croire que les juifs ne considéreraient pas les non-juifs comme des êtres humains et qu'il recèlerait des passages blasphématoires envers Jésus-Christ et outrageants envers les chrétiens. Un thème important du livre est la prétendue obligation religieuse qu'auraient les juifs d'assassiner les chrétiens ; ainsi, la deuxième partie comporte un chapitre intitulé Les chrétiens doivent être exterminés.
La quasi-totalité des « citations du Talmud » qui circulent sur les réseaux sociaux sont en fait des contrefaçons issues du recueil de Pranaitis. Ce faux est un ouvrage comparable aux Protocoles des sages de Sion, qu'il précède de quelques années. Emblématique de l'antisémitisme sur Internet, ce texte est régulièrement traduit, réédité, encore de nos jours et mis en ligne par diverses mouvances hostiles aux Juifs[réf. souhaitée], notamment des sites chrétiens d'extrème droite.
Le résultat est une parodie sauvage du judaïsme, une compilation de citations faussement traduites ou plagiées d'œuvres antérieures, par un auteur totalement incompétent. Quant à l'historien Thierry Murcia, il écrit : « L’opuscule en latin de Justin Bonaventure Pranaïtis est […] très incomplet et — comme son titre l’indique — l’ouvrage est essentiellement polémique et ne présente pas un très grand intérêt scientifique (sauf pour les historiens de l’antisémitisme) » ».
Dès 1909, le théologien protestant et orientaliste Hermann L. Strack, professeur d’exégèse de l’Ancien Testament et de langues sémitiques à l’université de Berlin, après analyse du livre de Pranaïtis, avait démontré que celui-ci ne connaissait pas véritablement l’hébreu et que ses traductions étaient aussi fantaisistes qu’inspirées par la volonté de construire une image répulsive des juifs.

### Parution et traductions

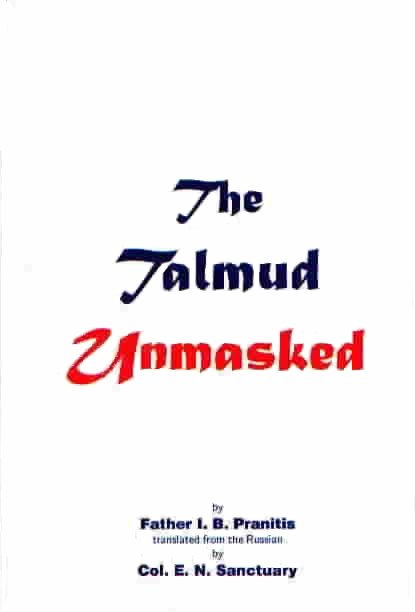
Couverture du The Talmud Unmasked par Pranaitis, CPA Book Publisher, 2009.

L'ouvrage est paru en 1892 à Saint-Pétersbourg en 1892 avec l’imprimatur de l'église à l’imprimerie de l’Académie impériale des sciences. Rédigé en latin avec des citations en hébreu, il a été traduit en allemand en 1894. Le texte en allemand est disponible sur le site de l'université Goethe de Francfort. L'auteur de la traduction, Joseph Deckert, avait auparavant été condamné pour un faux témoignage concernant un meurtre rituel, à 400 florins d'amende.
Une traduction en anglais est parue en 1939.

### Manque de crédibilité de l'auteur
Les prétendues citations du Talmud fournies par Pranaitis sont en fait empruntées à des auteurs antérieurs tels que Jakob Ecker, l'orientaliste allemand du XVIIe siècle Johann Andreas Eisenmenger, auteur de Entdecktes Judenthum (« Le Judaïsme démasqué ») publié en 1700 ou August Rohling auteur de Der Talmudjude (le juif talmudique). Cela est corroboré par le fait que les paragraphes cités du Talmud sont copiés de l'édition d'Eisenmenger avec les mêmes erreurs et fautes d'impression.
Sa méconnaissance des textes est aussi illustrée par le fait que lorsque Pranaïtis intervint durant le procès de Beilis en tant qu'expert en 1912, réitérant l'accusation de crime rituel contre les juifs, il perdit toute crédibilité lorsque la défense démontra sa totale ignorance des concepts et des définitions les plus simples du Talmud,, au point que le public se mettait à rire chaque fois qu'il se retrouvait incapable de donner une réponse à l'avocat de la défense. 
En présentant des citations en hébreu et en latin, il prétendait démontrer que le « Talmud contraignait les juifs à insulter les chrétiens et à œuvrer pour leur élimination ». Ces citations étaient puisées des travaux de deux détracteurs allemands du Talmud du XIXe siècle Jakob Ecker et August Rohling. Une confusion concerne le terme Tossafot dont Pranaitis dit : « La Guémarah est suivie d’additions appelées Tossafot ». Or les Tossafot sont les commentaires médiévaux du Talmud, écrits par les disciples de Rachi dans les folios eux-mêmes,.

### Analyse du texte
La première partie du texte s'attache à démontrer que les chrétiens sont continuellement insultés dans le Talmud et la seconde partie énumère de supposés préceptes talmudiques qui vont d'éviter les chrétiens parce qu'ils sont sales, à leur extermination pure et simple. Dès l'introduction, il est clair que Pranaitis, pratiquant une théologie de la diffamation, entreprend de décrire le judaïsme comme une religion de haine envers les chrétiens. Il s'appuie sur des citations de texte comme cet extrait d'une ancienne version de la prière synagogale d’Alénou : « Car ils s'inclinent devant la vanité et la vacuité, et prient un dieu qui ne les sauve pas ». De ce texte, il tire la conclusion que les juifs s'assemblent dans les synagogues pour blasphémer le Christ et comploter contre les chrétiens alors qu'il est directement inspiré de la Bible (Isaïe 45) (et donc bien antérieur au christianisme).
Hermann L. Strack (en), exégète allemand du XIXe siècle, a démontré dans son ouvrage Le Juif et le sacrifice humain, les manipulations de Rohling. Pranaitis a plagié dans Rohling nombre de ses pseudo-citations du Talmud. Strack donne un exemple de manipulation, plus précisément de décontextualisation, en citant un extrait de Rohling que Pranaitis a plagié intégralement. Rohling reprend, hors de son contexte, un propos de rabbi Eliézer qui, selon le Talmud (Pesahim 49b) a dit : « Il est permis de couper la tête d'un ignorant le jour du Grand Pardon, même s'il tombe un Chabbat ». Ce que ne disent ni Rohling ni Pranaitis, c'est que le Talmud raconte, immédiatement après, que rabbi Aqiba (dont l'éducation fut tardive) lui répondit : « Et moi, quand j'étais ignorant, je disais : donnez moi un savant, que je le morde comme un âne », ce qui donne le ton de la conversation.
Un autre exemple de manipulation peut être trouvé dans des traductions fallacieuses : Am-Haaretz signifie dans le Talmud, selon Strack, « la masse ignorante de la loi » ou « le juif ignorant de la loi ». Pour Rohling mais aussi Pranaitis, cela devient « le non-juif ». Plus généralement, en identifiant comme des références aux chrétiens et au christianisme des qualificatifs utilisés par le Talmud tels que am ha-aretz (littéralement un « paysan » mais plus généralement un « illettré »), akoum (« païen » ou « idolâtre »), apikoros (« épicurien » mais appliqué aux hérétiques en général) et kouthim (« Samaritains »), il entend démontrer le préjugé anti-chrétien de tout le Talmud.

## Réception et influence
L'écho suscité par ce livre est très limité. Il paraît en 1892 et reçoit un bon accueil de la presse libérale lituanienne d'alors. La première traduction en allemand date de 1894 mais il faut attendre 1911 pour une traduction en russe et 1939 pour une traduction en anglais et en italien. De nos jours, cet ouvrage continue à être régulièrement publié, réédité, cité ou commenté dans les milieux antisémites,.
Si dans l’ensemble de l’Europe, ce document semble être connu, la France fait exception. En effet, dans l’hexagone, des sites sur Internet semblent permettre sa diffusion, le plus souvent en omettant sciemment d’en citer la source. Il trouve tout particulièrement un écho auprès d’une partie minoritaire de la communauté musulmane et d’une partie minoritaire de la communauté nationaliste (d’extrême-droite), ayant pour dénominateur commun un antisémitisme pour le moins latent[réf. nécessaire].